# José Gregorio Argomedo

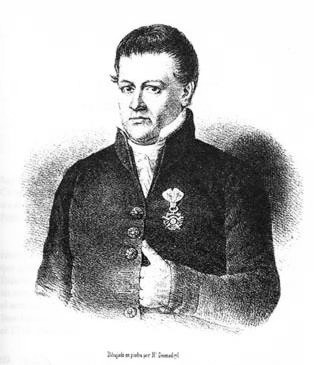
José Gregorio Argomedo

José Gregorio Argomedo Montero (* 4. September 1767 in San Fernando, Chile; † 5. Oktober 1830 in Santiago de Chile) war ein chilenischer Anwalt und Politiker. Er war Sekretär der ersten Regierungsjunta, die Chile von September 1810 bis Juli 1811 regierte.

## Jugend und Ausbildung
Argomedo wurde als Sohn von Tomás de Argomedo y Reyes und seiner Ehefrau Isabel Montero Valenzuela in San Fernando geboren.
Nach dem Besuch des Real Colegio de San Carlos studierte er an der Real Universidad de San Felipe Rechtswissenschaften; nach dem Bakkalaureat 1793 praktizierte er als Anwalt.

## Mitglied der Regierungsjunta
Mit dem Einmarsch Napoleons in Spanien, der Inhaftierung König Ferdinands und der Bildung der Junta Suprema Central entstand auch in Chile der Drang, eine Junta einzurichten. Am 18. September 1810 berief der Gouverneur von Chile, Mateo de Toro Zambrano y Ureta, eine Versammlung ein, um über die Regierung des Landes zu beraten.
Auf der Versammlung, die den Beginn der Unabhängigkeit Chiles markiert, wurde eine Regierungsjunta gewählt, deren Vorsitz Toro Zambrano übernahm. Die Junta benannte zwei Sekretäre, einer davon war Argomedo.

## Nach der Unabhängigkeit
Als die Spanier nach der Schlacht von Rancagua im Herbst 1814 die Macht in Chile zurückeroberten, ging Argomedo wie viele andere Unabhängigkeitskämpfer (darunter Carrera und Bernardo O’Higgins) ins Exil ins argentinische Mendoza. Nach dem endgültigen Sieg der Unabhängigkeitsbewegung in der Folge der Schlacht von Chacabuco im Februar 1817 kehrte er nach Chile zurück.
Er wurde mehrfach als Abgeordneter in den chilenischen Kongress gewählt und war Mitglied des Justizausschusses.
Director Supremo O’Higgins beschloss, Argomedo als Dank für seine Verdienste um das Gemeinwohl Ländereien in der Umgebung der Hauptstadt Santiago zu schenken. Argomedo lehnte diese Gabe aus prinzipiellen Erwägungen ab, was für die Politiker seiner Zeit ungewöhnlich war.
1823 berief ihn Präsident Ramón Freire y Serrano zum Staatsrat; 1824 wurde er Präsident des Obersten Gerichtshofes und Rektor der Universidad de San Felipe.
1825 beschuldigte man ihn der Verschwörung gegen die Regierung von Ramón Freire. Argomedo ging nach Peru ins Exil, kehrte aber im Jahr darauf zurück. Nachdem er seine Unschuld bewiesen hatte, übernahm er wieder die Präsidentschaft des Obersten Gerichts.
Argomedo war verheiratet, der chilenische Politiker José Tomás Argomedo González war sein Sohn. Er starb 1830 im Alter von 63 Jahren in Santiago.